# Rivière Saint-Régis (New York et Québec)
Pour les articles homonymes, voir Saint-Régis.
La rivière Saint-Régis est une rivière coulant sur 138 km,[source insuffisante] principalement dans le comté de Franklin, dans le nord de l'État de New York, aux États-Unis. Elle se déverse sur la rive sud du fleuve Saint-Laurent dans le hameau de Saint Regis dans le territoire d'Akwesasne, dans la municipalité régionale de comté (MRC) du Haut-Saint-Laurent, dans la région administrative de la Montérégie, au Québec, au Canada.

## Géographie
Le bassin de la rivière Saint-Régis comprend Upper et Lower St. Regis Lakes, et Saint Regis Pond dans la Saint Regis Canoe Area. La pêche sportive à la truite est pratiquée sur ces trois plans d'eau.

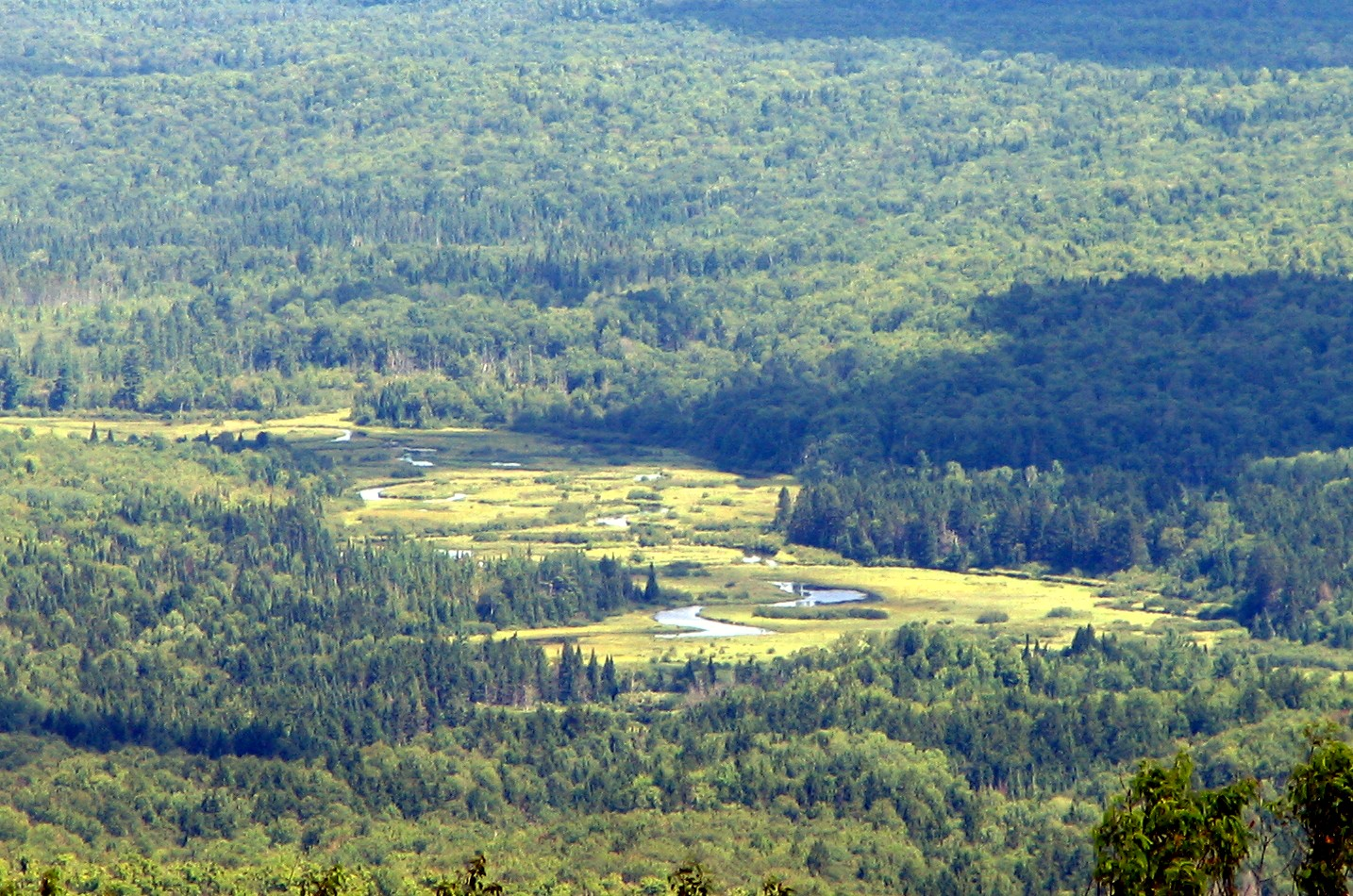
Rivière Saint-Régis vue de Azure Mountain, ville de Waverly

## Toponymie
Le toponyme rivière Saint-Régis a été officialisé le 5 décembre 1968.